# Burkhardsfelden
Burkhardsfelden ist ein Ortsteil der Gemeinde Reiskirchen im mittelhessischen Landkreis Gießen. Der Ort liegt südwestlich des Hauptortes im Busecker Tal in Oberhessen. Westlich verläuft die Bundesautobahn 5, durch den Ort führt die Landesstraße 3129.

## Ortsgeschichte

### Mittelalter
Die Ersterwähnung des Orts als ... in Burchardesuelden ... in villa Burchardsuelde erfolgte im Jahr 1210 in einer Urkunde des Klosters Arnsburg. Hier wird zugleich erstmals Burkhardsfelden mit der Siedlungsform „villa“ genannt.
Als Burchardesuelt erscheint das Dorf im Jahre 1150 in einer Fälschung.
1275 heißt es in einer weiteren Urkunde: „... de curia nostra in Borkhardesuelde“. 1281 wird „Hiltwinus de Buorcarsverlde“ genannt, angeführt in einem Kopiar des 14. Jahrhunderts. 1352 wurde dem Hof des Klosters Arnsburg in „Borghartsfelden“ zugesichert, dass er von der dortigen Gerichtsbarkeit befreit war,
Der Ortsname lässt sich auf den Rufnamen „Burghard“ zurückführen. Vergleiche den Ort Burkhards bei Schotten.
Eine Grangie in Burkhardsfelden hat ihren Ursprung in eine Kauf von zwei Mansen durch das Kloster Arnsburg 1210 von einem Dammo, genannt Harlopp von Buseck. Nur noch zweimal stärkte das Kloster seinen Besitz im Orrt. 1241 wurde von dem Ritter Giso von Queckborn die Vogtei über einige Güter des Klosters abgekauft. 1387 erfolgte der Kauf von zwei Waldstücken. Die Rodung gehörte zu den Haupttätigkeiten der Zisterziensermönche.
Die Kirche in Burkhardsfelden wird als Kapelle schon 1238 erwähnt.

### Neuzeit
Die Statistisch-topographisch-historische Beschreibung des Großherzogthums Hessen berichtet 1830 über das Busecker Tal:

„Busecker Thal (L. Bez. Giessen) Landstrich. Das Busecker Thal besteht aus 9 Orten: Altenbuseck, Großenbuseck, Albach, Beuern, Bersrod, Burkhardsfelden, Oppenrod, Reißkirchen und Rödchen, die zusammen 5675 Einwohner haben. – Die Vierer und Ganerben von Buseck kamen 1332 unter landgräfliche Gerichtsbarkeit. Sie haben aber niemals als Landsassen, sondern als unmittelbare Reichssassen angesehen seyn wollen. Im Jahr 1547 entstanden darüber große Streitigkeiten, und in dem 1576 erfolgten Vergleich erkannten zwar die Einwohner die landesfürstliche Hoheit des Landgrafen an, aber von dem Landgrafen wurde die Gerichtsbarkeit der von Buseck als ein unbestrittenes kaiserliches Lehen anerkannt. Neue Steitigkeiten veranlaßten 1706 den kaiserlichen Reichshofrath, den Vergleich aufzuheben, und das Busecker Thal für ein unmittelbares kaiserliches Lehen zu erklären, die Andersgesinnten mit 50 Mark löthigen Geldes als Strafe zu belegen, und die Aufrechthaltung dieses Beschlusses mehreren benachbarten Reichsständen zu übertragen. Hierauf wandte sich der Landgraf an die Reichsversammlung zu Regensburg, worauf 1725 dem Hause Hessen-Darmstadt die Geichtsbarkeit, nebst der Lehensherrlichkeit, als eine beständige kaiserliche Commission aufgetragen, und der Vergleich von 1576 bestätigt wurde. Im Jahr 1827 hat die Freiherrliche Familie von Buseck die ihr zustehende Patrimonialgerichtsbarkeit im Busecker Thal an den Staat abgetreten.“

sowie über Burkhardsfelden:

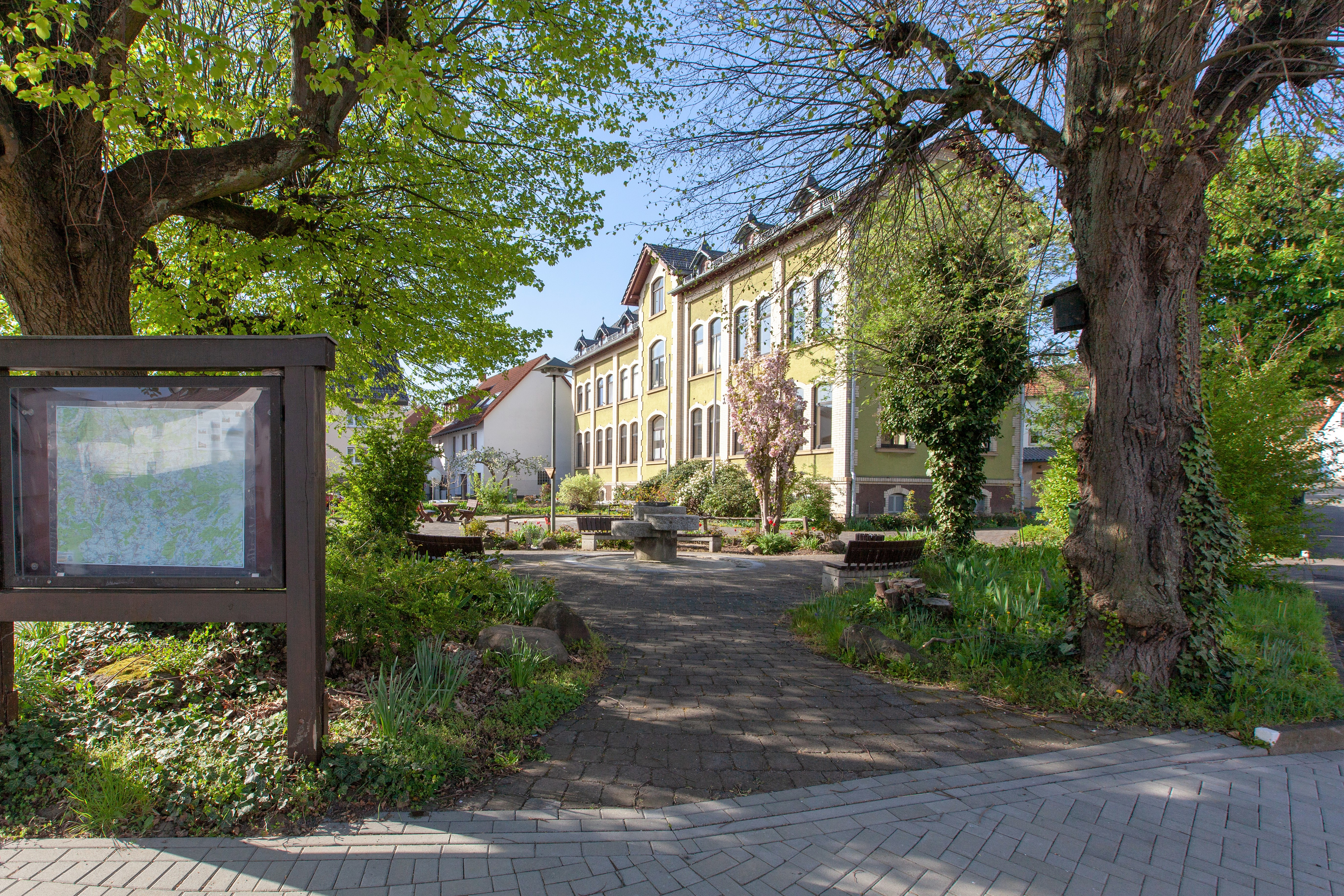
Burkhardsfelden Alte Schule mit Dorfplatz

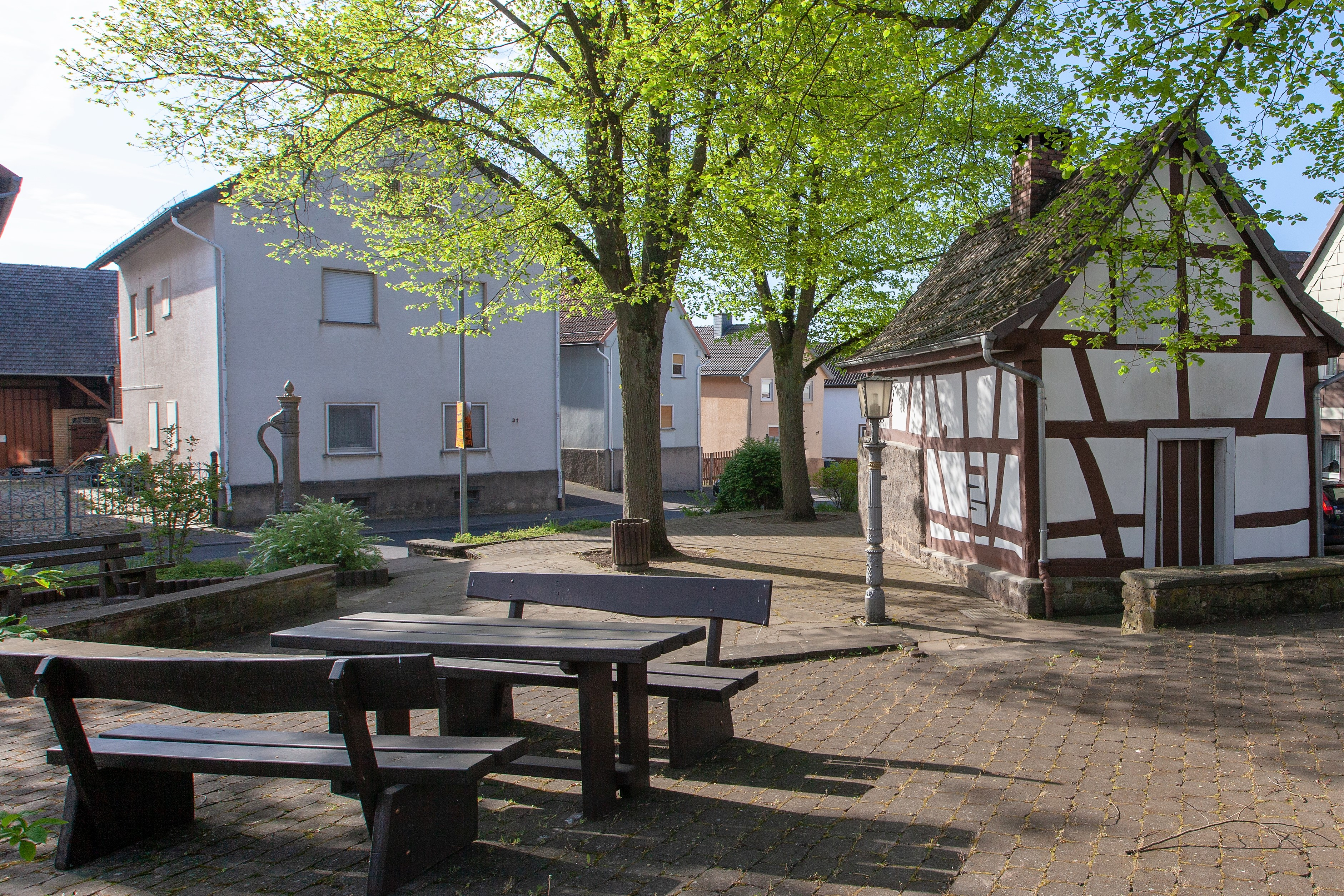
Burkhardsfelden Altes Backhaus

„Burkhardsfelden (L. Bez. Giessen) evangel. Filialdorf; liegt 2 St von Giessen und gehört dem Freiherrn von Buseck, hat 93 Häuser und 599 Einw., die bis auf 2 Kath. und 38 Juden evangelisch sind. Im Jahr 1811 wurde in der Nähe ein Seeadler (aquila ossifraga) geschossen. – Der Ort kommt 1150 vor, zu welcher Zeit ein Graf von Kleeberg seine dasige Leibeigene dem Kloster Schiffenberg schenkte. Im 15. Jahrhundert gehörte Burkhardsfelden zur Winneröder Kirche. Die Freiherrliche Familie von Buseck hat 1827 die ihr zustehende Patrimonialgerichtsbarkeit an den Staat abgetreten.“

Hessische Gebietsreform (1970–1977)
Zum 1. April 1972 wurde die bis dahin selbständige Gemeinde Burkhardsfelden im Zuge der Gebietsreform in Hessen auf freiwilliger Basis in die Gemeinde Reiskirchen eingegliedert. Für Burkhardsfelden wurde wie für die übrigen Ortsteile Reiskirchens ein Ortsbezirk mit Ortsbeirat und Ortsvorsteher eingerichtet.

### Verwaltungsgeschichte im Überblick
Die folgende Liste zeigt die Staaten und Verwaltungseinheiten, denen Burkhardsfelden angehört(e):
- 1508 und später: Heiliges Römisches Reich, Gericht Busecker Tal (Ganerbschaft des „Busecker Tals“ der Freiherren zu Buseck)
- vor 1567: Heiliges Römisches Reich, Landgrafschaft Hessen, Gericht Busecker Tal (die gerichtlichen Auseinandersetzungen um die Landeshoheit endeten erst 1726)
- ab 1567: Heiliges Römisches Reich, Landgrafschaft Hessen-Marburg, Gericht Busecker Tal
- 1604–1648: Heiliges Römisches Reich, strittig zwischen Landgrafschaft Hessen-Darmstadt und Landgrafschaft Hessen-Kassel (Hessenkrieg)
- ab 1604: Heiliges Römisches Reich, Landgrafschaft Hessen-Darmstadt, Oberfürstentum Hessen, Oberamt Gießen (ab 1789), Gericht Busecker Tal[18]
- ab 1806: Großherzogtum Hessen,[Anm. 2] Landamt Gießen, Fürstentum Ober-Hessen, Gericht Busecker Tal[19][20]
- ab 1815: Großherzogtum Hessen, Provinz Oberhessen, Landamt Gießen, Gericht Busecker Tal[21]
- ab 1821: Großherzogtum Hessen, Provinz Oberhessen, Landratsbezirk Gießen[Anm. 3]
- ab 1832: Großherzogtum Hessen, Provinz Oberhessen, Kreis Grünberg
- ab 1837: Großherzogtum Hessen, Provinz Oberhessen, Kreis Gießen
- ab 1848: Großherzogtum Hessen, Regierungsbezirk Gießen
- ab 1852: Großherzogtum Hessen, Provinz Oberhessen, Kreis Gießen
- ab 1867: Norddeutscher Bund,[Anm. 4] Großherzogtum Hessen, Provinz Oberhessen, Kreis Gießen
- ab 1871: Deutsches Reich, Großherzogtum Hessen, Provinz Oberhessen, Kreis Gießen
- ab 1918: Deutsches Reich (Weimarer Republik), Volksstaat Hessen, Provinz Oberhessen, Kreis Gießen
- ab 1938: Deutsches Reich, Volksstaat Hessen, Landkreis Gießen[22][Anm. 5]
- ab 1945: Amerikanische Besatzungszone,[Anm. 6] Groß-Hessen, Regierungsbezirk Darmstadt, Landkreis Gießen
- ab 1946: Amerikanische Besatzungszone, Hessen, Regierungsbezirk Darmstadt, Landkreis Gießen
- ab 1949: Bundesrepublik Deutschland, Hessen, Regierungsbezirk Darmstadt, Landkreis Gießen
- ab 1972: Bundesrepublik Deutschland, Hessen, Regierungsbezirk Darmstadt, Landkreis Gießen, Gemeinde Reiskirchen
- ab 1977: Bundesrepublik Deutschland, Hessen, Regierungsbezirk Darmstadt, Lahn-Dill-Kreis, Gemeinde Reiskirchen
- ab 1979: Bundesrepublik Deutschland, Hessen, Regierungsbezirk Darmstadt, Landkreis Gießen, Gemeinde Reiskirchen
- ab 1981: Bundesrepublik Deutschland, Hessen, Regierungsbezirk Gießen, Landkreis Gießen, Gemeinde Reiskirchen

### Gerichtszugehörigkeit seit 1803
In der Landgrafschaft Hessen-Darmstadt wurde mit Ausführungsverordnung vom 9. Dezember 1803 das Gerichtswesen neu organisiert. Für die Provinz Oberhessen wurde das Hofgericht Gießen als Gericht der zweiten Instanz eingerichtet. Die Rechtsprechung der ersten Instanz wurde durch die Ämter bzw. Standesherren vorgenommen und somit war für Burkhardsfelden das „Patrimonialgericht der Freiherren zu Buseck“ in Großen-Buseck zuständig.
Im Großherzogtum Hessen wurden die Aufgaben der ersten Instanz 1821 im Rahmen der Trennung von Rechtsprechung und Verwaltung auf die neu geschaffenen Land- bzw. Stadtgerichte übertragen. Aber erst ab 1827 wurde die Patrimonialgerichtsbarkeit durch das „Landgericht Gießen“ im Namen der Freiherren ausgeübt. Erst infolge der Märzrevolution 1848 wurden mit dem „Gesetz über die Verhältnisse der Standesherren und adeligen Gerichtsherren“ vom 15. April 1848 die standesherrlichen Sonderrechte endgültig aufgehoben.
Anlässlich der Einführung des Gerichtsverfassungsgesetzes am 1. Oktober 1879 wurden die bisherigen Land- und Stadtgerichte im Großherzogtum aufgehoben und durch Amtsgerichte an gleicher Stelle ersetzt, ebenso verfuhr man mit den als Obergerichten fungierenden Hofgerichten, deren Funktion nun die neu errichteten Landgerichte übernahmen. Die Bezirke des Stadt- und des Landgerichts Gießen wurden zusammengelegt und bildeten nun zusammen mit den vorher zum Landgericht Grünberg gehörigen Orten Allertshausen und Climbach den Bezirk des neu geschaffenen Amtsgerichts Gießen, welches seitdem zum Bezirk des als Obergericht neu errichteten Landgerichts Gießen gehört. Zwischen dem 1. Januar 1977 und  1. August 1979 trug das Gericht den Namen „Amtsgericht Lahn-Gießen“ der mit der Auflösung der Stadt Lahn wieder in „Amtsgericht Gießen“ umbenannt wurde.

## Bevölkerung

### Einwohnerstruktur 2011
Nach den Erhebungen des Zensus 2011 lebten am Stichtag dem 9. Mai 2011 in Burkhardsfelden 984 Einwohner. Darunter waren 33 (3,3 %) Ausländer. Nach dem Lebensalter waren 159 Einwohner unter 18 Jahren, 381 zwischen 18 und 49, 204 zwischen 50 und 64 und 240 Einwohner waren älter. Die Einwohner lebten in 423 Haushalten. Davon waren 108 Singlehaushalte, 132 Paare ohne Kinder und 132 Paare mit Kindern, sowie 39 Alleinerziehende und 12 Wohngemeinschaften. In 111 Haushalten lebten ausschließlich Senioren und in 258 Haushaltungen lebten keine Senioren.

### Einwohnerentwicklung
| • 1577: | 29 Hausgesesse                                                                   |
| • 1630: | 4 zweispännige, 20 einspännige Ackerleute, 3 Witwen, 17 Vormundschaften          |
| • 1669: | 178 Seelen                                                                       |
| • 1742: | ein Geistlicher/Beamter, 61 Untertanen, 12 Junge Mannschaften, 2 Beisassen/Juden |
| • 1800: | 386 Einwohner                                                                    |
| • 1806: | 383 Einwohner, 72 Häuser                                                         |
| • 1829: | 599 Einwohner, 93 Häuser                                                         |
| • 1867: | 539 Einwohner, 101 Häuser                                                        |

| Burkhardsfelden: Einwohnerzahlen von 1800 bis 2019 | Burkhardsfelden: Einwohnerzahlen von 1800 bis 2019 | Burkhardsfelden: Einwohnerzahlen von 1800 bis 2019 | Burkhardsfelden: Einwohnerzahlen von 1800 bis 2019 | Burkhardsfelden: Einwohnerzahlen von 1800 bis 2019 |
| --- | -------------------------------------------------- | -------------------------------------------------- | -------------------------------------------------- | -------------------------------------------------- |
| Jahr |                                                    |                                                    |                                                    | Einwohner                                          |
| 1800 | 1800                                               |                                                    | 386                                                | 386                                                |
| 1806 | 1806                                               |                                                    | 383                                                | 383                                                |
| 1829 | 1829                                               |                                                    | 599                                                | 599                                                |
| 1834 | 1834                                               |                                                    | 593                                                | 593                                                |
| 1840 | 1840                                               |                                                    | 661                                                | 661                                                |
| 1846 | 1846                                               |                                                    | 699                                                | 699                                                |
| 1852 | 1852                                               |                                                    | 710                                                | 710                                                |
| 1858 | 1858                                               |                                                    | 692                                                | 692                                                |
| 1864 | 1864                                               |                                                    | 533                                                | 533                                                |
| 1871 | 1871                                               |                                                    | 569                                                | 569                                                |
| 1875 | 1875                                               |                                                    | 567                                                | 567                                                |
| 1885 | 1885                                               |                                                    | 543                                                | 543                                                |
| 1895 | 1895                                               |                                                    | 624                                                | 624                                                |
| 1905 | 1905                                               |                                                    | 718                                                | 718                                                |
| 1910 | 1910                                               |                                                    | 750                                                | 750                                                |
| 1925 | 1925                                               |                                                    | 674                                                | 674                                                |
| 1939 | 1939                                               |                                                    | 725                                                | 725                                                |
| 1946 | 1946                                               |                                                    | 1.011                                              | 1.011                                              |
| 1950 | 1950                                               |                                                    | 982                                                | 982                                                |
| 1956 | 1956                                               |                                                    | 914                                                | 914                                                |
| 1961 | 1961                                               |                                                    | 904                                                | 904                                                |
| 1967 | 1967                                               |                                                    | 968                                                | 968                                                |
| 1970 | 1970                                               |                                                    | ?                                                  | ?                                                  |
| 1980 | 1980                                               |                                                    | ?                                                  | ?                                                  |
| 1990 | 1990                                               |                                                    | ?                                                  | ?                                                  |
| 2004 | 2004                                               |                                                    | 1.071                                              | 1.071                                              |
| 2011 | 2011                                               |                                                    | 984                                                | 984                                                |
| 2012 | 2012                                               |                                                    | 1.033                                              | 1.033                                              |
| 2015 | 2015                                               |                                                    | 1.015                                              | 1.015                                              |
| 2019 | 2019                                               |                                                    | 974                                                | 974                                                |
| Datenquelle: Historisches Gemeindeverzeichnis für Hessen: Die Bevölkerung der Gemeinden 1834 bis 1967. Wiesbaden: Hessisches Statistisches Landesamt, 1968. Weitere Quellen: LAGIS; nach 1980: Gemeinde Reiskirchen (HW+NW-Sitze) im Haushaltsplan Vorbericht; Zensus 2011 |                                                    |                                                    |                                                    |                                                    |

### Historische Religionszugehörigkeit
| • 1829: | 559 evangelische (= 77,10 %), 2 katholische (= 0,28 %), 38 jüdische (= 5,24 %) Einwohner |
| • 1961: | 503 evangelische (= 55,64 %), 69 katholische (= 7,63 %) Einwohner                        |

### Historische Erwerbstätigkeit
| • 1961: | Erwerbspersonen: 142 Land- und Forstwirtschaft, 256 Prod. Gewerbe, 65 Handel, Verkehr und Nachrichtenübermittlung, 43 Dienstleistungen und Sonstiges. |